# Mobile mapping

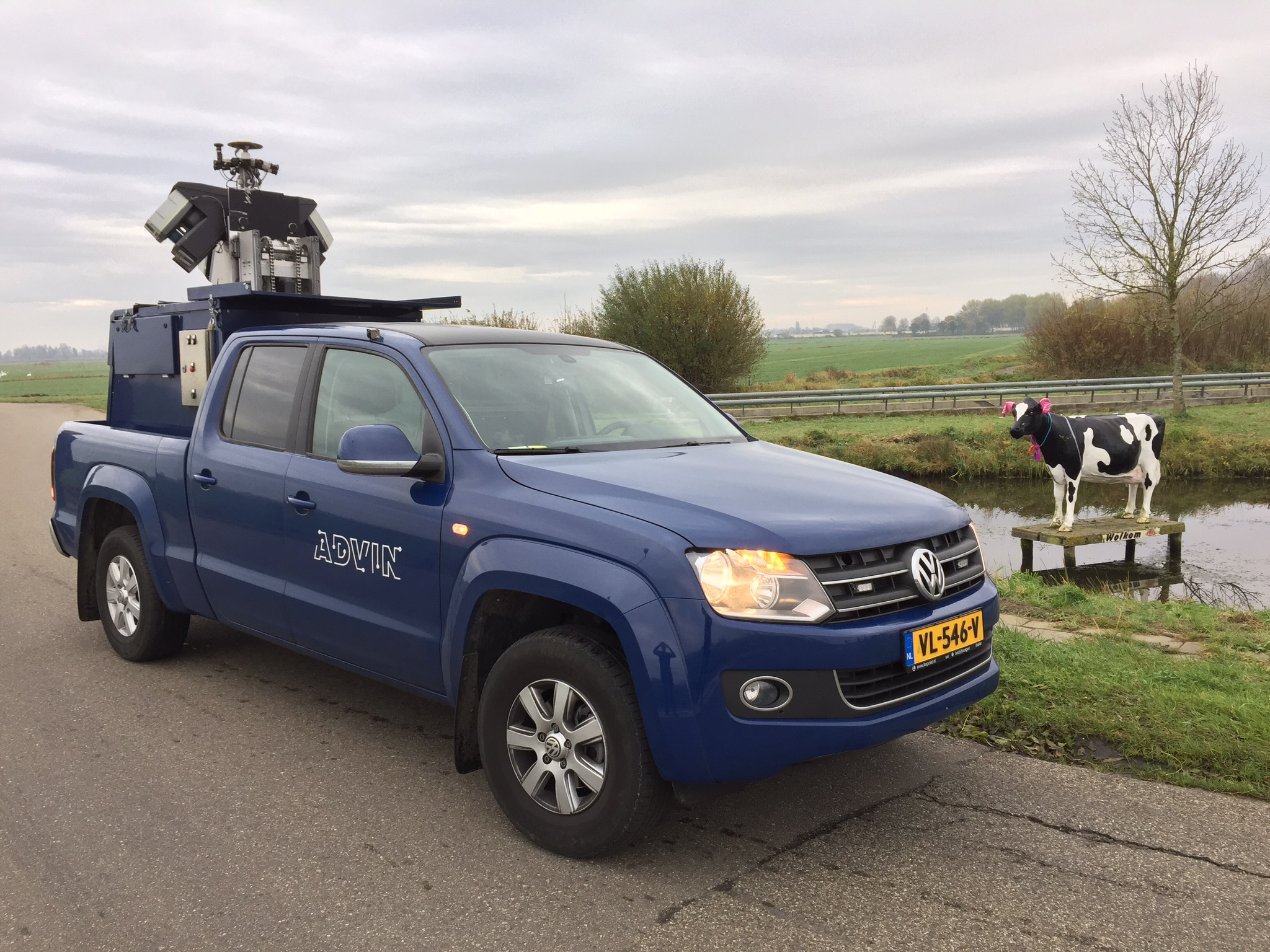
Mobile 3D laserscanning truck

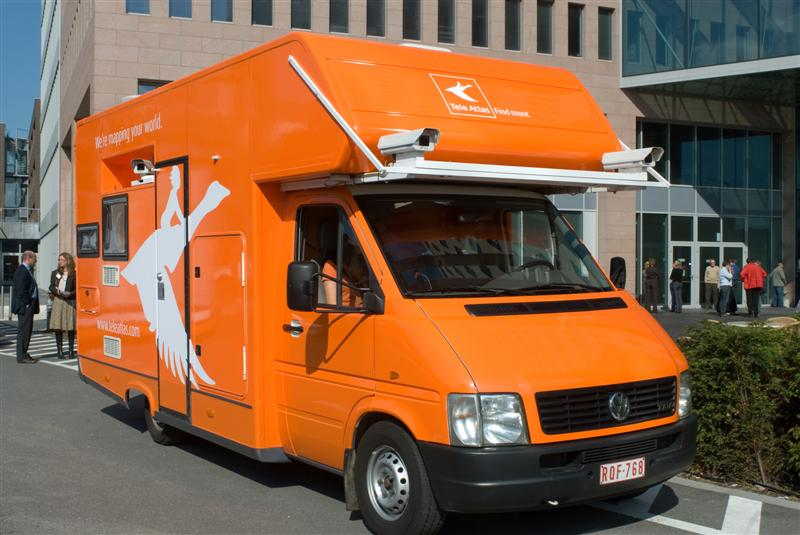
Mobilemappingwagen

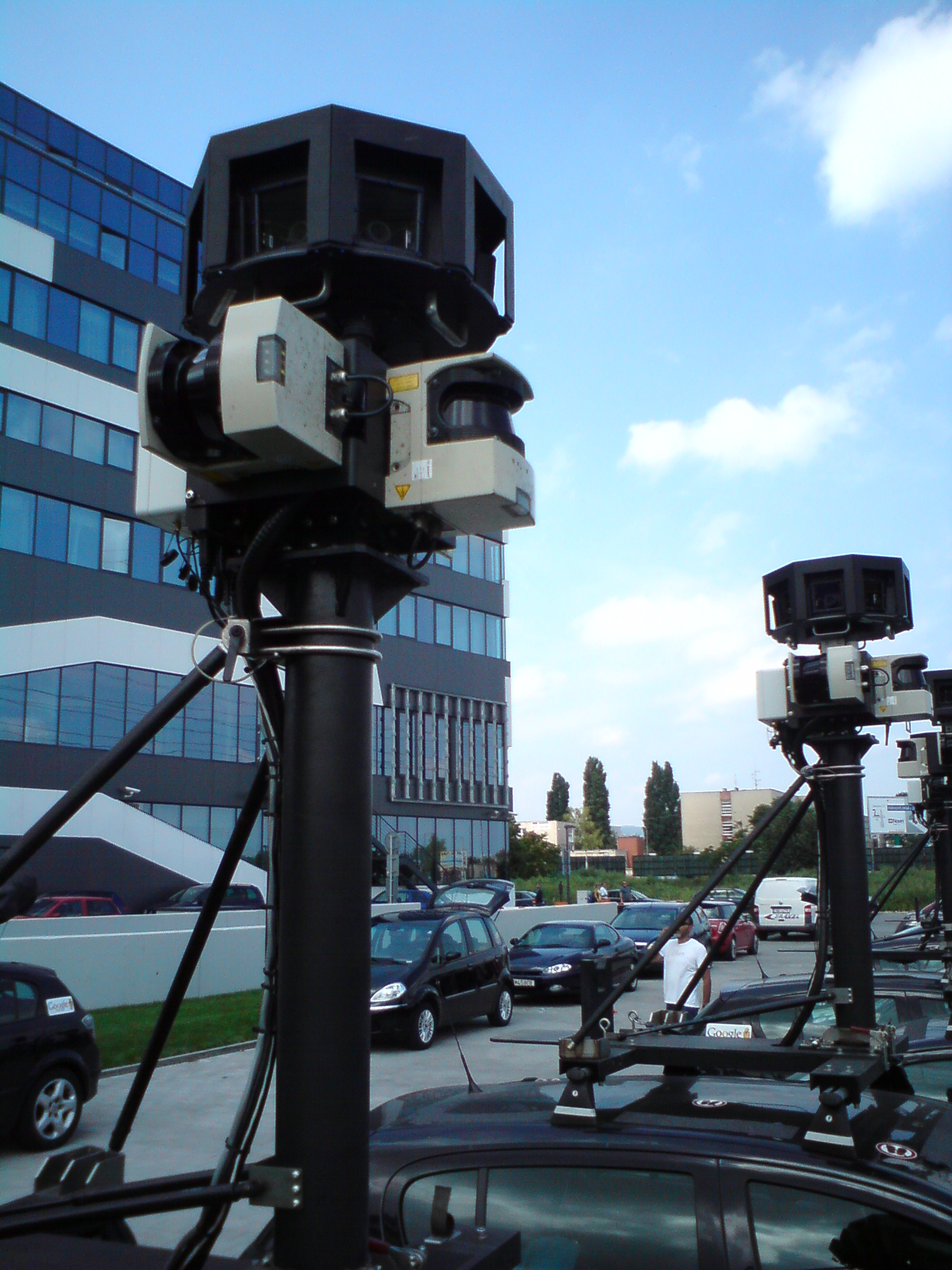
Google Street View-camera in Bratislava

Mobile mapping is de techniek waarbij een rijdend voertuig beelden neemt om ze digitaal te presenteren in toepassingen zoals Google Street View en de cyclorama's van het bedrijf CycloMedia. De beelden komen tot stand door het voertuig om de 5 meter telkens een 360°-beeld te laten nemen. Een internettoepassing toont de virtuele, gedetailleerde beelden. De beelden geven in bepaalde gevallen voldoende informatie om een terreinbezoek uit te stellen.

## Geschiedenis
Mapping is het in kaart brengen van omgeving, al dan niet 3D. De geschiedenis van de moderne cartografie gaat terug tot ongeveer 1789 met het klassiek landmeten met twee personen en ongeveer tot 1914 met de komst van de luchtfotografie. In 2010 komt daar mobile mapping bij. Dit laat landmeteropdrachten toe van achter het bureau en wordt ook voor de zee- en luchtvaart gebruikt. MM gebruikt laserscanning in een puntenwolk en fotografie, gps (satelliet) of flepos (radio, zeer nauwkeurig) dat oneffenheden herkent.

## Toepassingen
Mobile mapping doet beroep op recente technologie en wordt voor diverse doeleinden aangewend.
- Overheid: 360°-foto's geven de mogelijkheid om op elk moment de terreinsituatie te bekijken, zoals bij een klacht over sluikstorten, de verkeerssituatie, verkeersveiligheidsproblemen en stedenbouwkundige vergunningen.
- Onroerend goed: schattingen van eigendommen, situering van een pand.
- Toerisme: online verkennen van een stad of buurt.
- Navigatie: het maken van wegenkaarten.

## Werking

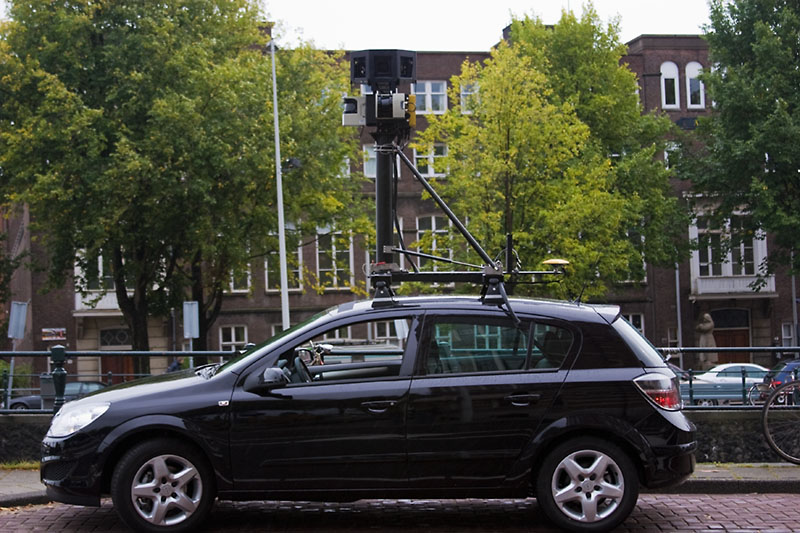
Google Street View-wagen in Amsterdam

Mobile mapping gebruikt een voertuig met camera's en/of scanner voor het opnemen van allerhande data van een weg of route. Aan de hand van de 360°-foto's inventariseert men verkeersinfrastructuur zoals borden, lichten, benzinestations, restaurants, flitspalen. Deze data kunnen gekoppeld worden aan een positie- en oriëntatiesysteem.

## Privacywetgeving in België
De Commissie voor de bescherming van de persoonlijke levenssfeer beschouwt de beelden als persoonsgegevens. "Privacy by design" gaat uit van het principe dat er in een vroeg stadium van de gegevensverwerking nagedacht wordt over het gebruik van persoonsgegevens, de noodzaak om de gegevens te gebruiken en te beschermen. Blurring (middels verpixeling) is het onherkenbaar maken van de gezichten van personen en van nummerplaten. Extra mogelijkheden om de beelden zo weinig mogelijk inbreuk te laten maken op de persoonlijke levenssfeer zijn het aanpassen van het camerastandpunt (de camerahoogte is gelijk aan het perspectief van gewone passanten), het registreren van drukke plaatsen op rustige momenten en het vermijden van registratie op gevoelige plaatsen. Voor elke mobilemappingapplicatie met persoonsgegevens hoort een informatienota (zowel online als offline) met:
- de identiteit en adres van de verantwoordelijke voor de verwerking;
- het doel van de verwerking;
- een opsomming van de verwerkte persoonsgegevens;
- een samenvatting van de impact op de privacy en de bescherming van persoonsgegevens;
- maatregelen die de betrokkenen kunnen nemen om de risico's te beperken;
- de mogelijkheid om aan te geven welke persoonsgegevens men geblurd wil;
- contactgegevens van de verantwoordelijke.

## Vlaamse overheid
In opdracht van de afdeling Beleid, Mobiliteit en Verkeersveiligheid van de Vlaamse overheid werd een gedetailleerde Vlaamse verkeersbordendatabank met miljoenen foto's ontwikkeld. Hiervoor toerden auto's met camera's van eind 2008 tot augustus 2010 gefaseerd door Vlaanderen. Twee jaar later is er vraag naar een update. Het AGIV controleerde het beeldmateriaal en staat in voor het toegangsbeheer. Gelet op de privacywetgeving is voor het gebruik van de mobilemappingbeelden een machtiging noodzakelijk van de Vlaamse Toezichtcommissie. Vlaamse instanties die de databank wensen te gebruiken, dienen een machtigingsdossier in bij de Vlaamse Toezichtcommissie.

### Machtigingen
Goedgekeurde machtigingen voor gebruik van de mobile mapping beelden passen in het kader van:
- de verkeersbordendatabank
- het GRB-decreet (aanmaak, bijhouding en controle)
- het Vlaams woonbeleid
- het Innovatief Aanbesteden (project Visueel Vlaanderen)
- de taken van het Agentschap Wegen en Verkeer
- de taken van het Agentschap voor Landbouw en Visserij
- de taken van de afdeling Beleid Mobiliteit en Verkeersveiligheid van het departement Mobiliteit en Openbare Werken van de Vlaamse overheid
- de taken van INFRAX
- de taken van Provinciale Intercommunale Drinkwatermaatschappij der Provincie Antwerpen (PIDPA)
- de taken van FARYS (TMVW)
- de taken van De Watergroep (de vroegere Vlaamse Maatschappij voor Watervoorziening)
- de taken van de Vlaamse Landmaatschappij (VLM)
- de taken de Vlaamse Milieumaatschappij (VMM), afdeling Ecologisch Toezicht, afdeling Rapportering Water en afdeling Lucht, Milieu en Communicatie
- de taken van RWO (departement Ruimtelijke Ordening, Woonbeleid en Onroerend Erfgoed)
- de taken De Lijn, Vlaamse Vervoermaatschappij (VVM)
- het Vlaams Instituut voor het Onroerend Erfgoed (VIOE)
- de taken van het Agentschap Ruimtelijke Ordening
- de taken van Eandis
- de taken van Aquafin
- de taken van de afdeling Expertise Beton en Staal (EBS), de afdeling Maritieme Toegang (aMT) en de afdeling Algemene Technische Ondersteuning (ATO) van het departement Mobiliteit en Openbare Werken (DMOW)

### Gebruiksvoorwaarden
Als gebruiksvoorwaarden stelt de wetgever onder meer dat:
- de gebruiker de gegevens enkel mag gebruiken voor de uitvoering van zijn taken;
- de gebruiker de gegevens enkel ter beschikking kan stellen van aannemers die in zijn opdracht een taak uitvoeren;
- de gebruiker bij het verlenen van inzage alle persoonsgegevens onherkenbaar maakt;
- de gebruiker die een inbreuk vaststelt, het AGIV hiervan op de hoogte brengt die het beeld zal verwijderen;
- de gebruiker de burgers informatie verschaft over het gebruik van de gegevens;
- de gebruiker de gegevens niet mag hergebruiken;
- de gebruiker altijd verantwoordelijk is voor het gebruik van de gegevens;
- de gebruiker de beelden niet mag opslaan (caching).

### Registratie noodzakelijk
Om redenen van privacy zijn een gebruikersnaam en een wachtwoord vereist. De vrijgave van de beelden verliep in fasen. In de eerste fase kregen enkel gemeenten of politiediensten voor een periode "visuele" toegang tot hun grondgebied ter controle van de verkeersbordendatabank. In de huidige fase verleent het AGIV toegang aan gebruikers met een machtigingsdossier:
- Gerechtigde niet-deelnemer GIS-Vlaanderen: brandweer, lokale politie, polders en wateringen, OCMW, Vlaamse onderwijsinstellingen (school, hogeschool, universiteit).
- GRB-Netbeheerder – Intergemeentelijk samenwerkingsverband: Vlaamse zuivere intercommunales, enkel de netbeheerders van fysieke leidingnetten.
- Openbaar lichaam, niet-deelnemer GIS-Vlaanderen: (bv. federale overheid, Waalse overheid), niet-Belgisch openbaar lichaam (bv. Nederlandse overheid, Europese Unie) - niet-deelnemer GIS-Vlaanderen en intergemeentelijke samenwerkingsverbanden met rechtspersoonlijkheid.
- Vlaamse agentschappen met rechtspersoonlijkheid: Vlaams-gewestelijke IVA met rechtspersoonlijkheid, Vlaams-gewestelijke EVA publiekrechtelijk en Vlaams-gewestelijke EVA privaatrechtelijk.
- Vlaams ministerie, Vlaams departement en Vlaams-gewestelijke IVA zonder rechtspersoonlijkheid.
- Vlaamse gemeente en gewone gemeentebedrijven.
- Vlaamse provincie, gewone provinciebedrijven en Provinciale Ontwikkelingsmaatschappijen (POM’s).